# Шалин, Фёдор Иванович
Фёдор Иванович Шалин (1925—1982) — советский железнодорожник, осмотрщик вагонов станции «Новосибирск−Главный» Западно-Сибирской железной дороги. Герой Социалистического Труда (14.02.1957).

## Биография
Родился 26 августа 1925 года в селе Прокудское (ныне Коченёвского района Новосибирской области). Русский.
В 1941 году окончил 7 классов школы, после чего окончил ремесленное училище № 9 по специальности токарь 4 разряда. В 1942—1943 годах работал на ТЭЦ-3.
В 1943—1948 годах служил в рядах Советской Армии. Участник Великой Отечественной войны. Воевал начальником радиостанции роты управления 2-й гвардейской механизированной бригады 1-го гвардейского механизированного корпуса 3-го Украинского фронта. Принимал участие в операциях: Донбасская операция (1943)
 Нижнеднепровская операция
 Мелитопольская операция
 Будапештская операция
 Балатонская оборонительная операция
 Венская наступательная операция
С 1948 года — рабочий, затем старший кондуктор и главный кондуктор кондукторского резерва станции «Новосибирск−Главный» Томской железной дороги (ныне Западно-Сибирской железной дороги), осмотрщик вагонов.
Указом Президиума Верховного Совета СССР от 5 марта 1976 года за выдающиеся заслуги, достигнутые в выполнении заданий 9-й пятилетки и социалистических обязательств, осмотрщику вагонов станции Новосибирск-Главный Западно-Сибирской железной дороги Шалину Фёдору Ивановичу присвоено звание Героя Социалистического Труда с вручением ордена Ленина и золотой медали «Серп и Молот».
После выхода на пенсию жил в селе Прокудское Коченёвского района Новосибирской области. Скончался 30 ноября 1982 года. Похоронен на кладбище в селе Прокудское.

## Награды
- Золотая медаль «Серп и Молот» (05.03.1976)
- Орден Ленина (05.03.1976)
- Орден Красной Звезды (18.04.1945))[2]

- Медаль «За боевые заслуги»  (20.02.1945)[3]
- Медаль «В ознаменование 100-летия со дня рождения Владимира Ильича Ленина» (6 апреля 1970)
- Медаль «За победу над Германией в Великой Отечественной войне 1941—1945 гг.» (9 мая 1945[4])[5]
- Медаль «За взятие Будапешта»  (9.06.1945)[1]
- Медаль «За взятие Вены»  (9.06.1945)[1]
- Юбилейная медаль «Двадцать лет Победы в Великой Отечественной войне 1941—1945 гг.» (7 мая 1965[6])
- Юбилейная медаль «Тридцать лет Победы в Великой Отечественной войне 1941—1945 гг.»[7]
- Медаль «За доблестный труд»
- Медаль «За освоение целинных земель»
- Медаль «Ветеран труда»
- Медаль «30 лет Советской Армии и Флота»[8]
- Юбилейная медаль «40 лет Вооружённых Сил СССР»[9]
- Юбилейная медаль «50 лет Вооружённых Сил СССР» (26 декабря 1967[10])
- Юбилейная медаль «60 лет Вооружённых Сил СССР» (28 января 1978[11])

- Знак «Гвардия»
- Знак МО СССР «25 лет Победы в Великой Отечественной войне» (24 апреля 1970)

## Память
- На могиле установлен надгробный памятник.
- Его имя увековечено в Главном Храме Вооружённых сил России, и навсегда запечатлено на мемориале «Дорога памяти»